# Mi Mi Mi
«Mi Mi Mi» — песня российской группы Serebro, записанная как третий сингл из альбома «Сила трёх» и выпущенная 10 июня 2013 года на лейбле EGO. Песня стала крупным хитом в Европе и получила различные сертификации по всему миру.

## Музыкальное видео
Премьера видео состоялась на итальянском музыкальном телеканале Ego. Сюжета как такового в видео нет — Елена Темникова, Анастасия Карпова и Ольга Серябкина просто наслаждаются отдыхом на фешенебельном морском курорте. В клипе участницы группы в купальниках, на шпильках и в типично русских меховых шапках купаются в бассейне, прыгают с «тарзанки», чувствуют себя королевами, восседая на тронах в морском прибое, заигрывают с оператором и тому подобное. Менее чем за 3 месяца суммарное количество просмотров клипа превысили отметку в 15.000.000. На 10 июня 2015 года видеоклип посмотрели более 70 млн человек. Клип возглавлял Top Chart Мексики и Топ-40 М1 Украины. Также клип возглавил хит-парад Топ-11 Украинского телеканала RU.MUSIC. В Италии видеоклип возглавлял несколько месяцев iTunes Video Chart. На данный момент видеоклип имеет более 100 миллионов просмотров, что является крупным показателем для российского артиста.

## Коммерческий успех
Песне удалось войти в чарты Италии, Голландии, Бельгии, Германии, Индонезии, Дании, Нидерландов, Украины, Люксембурга, Мексики, Японии, Польши, Швейцарии, Кореи, Испании, Австрии, Португалии, Швеции, Норвегии, Ирландии и США. Сингл стал «платиновым» в Италии. В декабре 2013 года стало известно, что MI MI MI получил «золотой» статус в Голландии.

## Чарты
| Страна/территория (Чарт)                         | Высшая Позиция |
| ------------------------------------------------ | -------------- |
| Италия (FIMI Sales Chart)                        | 11             |
| Италия (Airplay)                                 | 31             |
| Бельгия Ultratip (Wallonia)                      | 22             |
| Бельгия Ultratop Flanders (Dance Bubbling Under) | 17             |
| Бельгия Ultratop Wallonia (50 Dance)             | 33             |
| Japan (Japan Hot 100)                            | 88             |
| Нидерланды                                       | 8              |
| US Dance/Electronic Songs (Billboard)            | 39             |
| South Korea(Gaon International Singles)          | 18             |
| Южная Корея CyWorld Music chart                  | 1              |
| Люксембург Eldo chart                            | 15             |
| Швейцария Dance Single                           | 35             |
| Голландский Nielson Music Control                | 1              |
| Голландский Airplay chart                        | 1              |
| Нидерланды(Itunes)                               | 5              |
| Германия(Itunes)                                 | 86             |
| Ирландия(Itunes)                                 | 78             |
| Норвегия(Itunes)                                 | 67             |
| Дания(Itunes)                                    | 55             |
| Люксембург(Itunes)                               | 19             |
| Португалия(Itunes)                               | 27             |
| Мальта(Itunes)                                   | 85             |
| Мексика(Itunes)                                  | 43             |
| Габон(Itunes)                                    | 56             |
| Венесуэла(Itunes)                                | 29             |
| Австрия(Itunes)                                  | 82             |
| Швеция(Itunes)                                   | 78             |
| Ангола(Itunes)                                   | 21             |
| Намибия(Itunes)                                  | 17             |
| Вьетнам(Itunes)                                  | 67             |
| Словакия(Itunes)                                 | 36             |
| Кипр(Itunes)                                     | 87             |
| Турция(Itunes)                                   | 10             |
| Азербайджан(Itunes)                              | 3              |
| Испания(Itunes)                                  | 57             |
| Польша(Itunes)                                   | 56             |
| Узбекистан(Itunes)                               | 5              |
| Казахстан(Itunes)                                | 8              |
| Латвия(Itunes)                                   | 1              |
| Швейцария(Itunes)                                | 28             |
| Таджикистан(Itunes)                              | 3              |
| Молдавия(Itunes)                                 | 7              |
| Болгария(Itunes)                                 | 27             |
| Румыния(Itunes)                                  | 56             |
| Беларусь(Itunes)                                 | 4              |
| Россия(Itunes)                                   | 13             |
| Украина(Itunes)                                  | 1              |
| Италия(Itunes)                                   | 2              |
| Чехия(Itunes)                                    | 50             |
| Чили(Itunes)                                     | 97             |
| Гватемала(Itunes)                                | 89             |
| Сингапур(Itunes)                                 | 35             |
| Малайзия(Itunes)                                 | 13             |
| Тайвань(Itunes)                                  | 24             |
| Таиланд (Itunes)                                 | 21             |
| Эстония(Itunes)                                  | 3              |
| Индонезия Weekly chart                           | 1              |
| Словения(Itunes)                                 | 6              |
| Япония Dance Itunes                              | 1              |
| Япония(Itunes)                                   | 72             |
| Камбоджа(Itunes)                                 | 50             |
| Индонезия(Itunes)                                | 28             |
| Европа(Itunes)                                   | 65             |
| Мир(Itunes)                                      | 157            |
| Мексика MTV Топ-10                               | 1              |
| Мексика Airplay                                  | 43             |
| Польша Digital chart                             | 2              |
| Румыния                                          | 87             |
| Канада ТОП-100                                   | 85             |
| Канада(Itunes)                                   | 82             |
| Top Songs U.S.A. Dance/Electronic                | 28             |
| Top Songs U.S.A. Overall                         | 30             |
| Европейский Dance/Electronic                     | 8              |
| Мировой Dance/Electronic                         | 10             |

### Сертификации
| Страна                           | Статус  | Продажи |
| -------------------------------- | ------- | ------- |
| Италия                           | Платина | 30000*  |
| Голландия                        | Золотой | 15000   |
| * продажи на момент сертификации |         |         |

## В кино, на телевидении и в играх
- Песня прозвучала в американском телесериале «Селфи» (2014 г.).
- Использовалась в американской комедии «Шпион» (2015 г.).
- Использовалась в американской комедии «Джем и Голограммы» (2015 г.).
- Звучала в некоторых эпизодах корейского ТВ-шоу «Бегущий человек».
- Использовалась в игре «Just Dance 2019», но была исполнена исполнителем «Hit The Electro Beat»(2018 г.).